# Tatort: Im Sog des Bösen
Im Sog des Bösen ist ein Fernsehfilm aus der Kriminalreihe Tatort. Der Film mit Eva Mattes als Kriminalhauptkommissarin Klara Blum wurde vom SWR produziert und am 7. Juni 2009 erstmals in Deutschland und Österreich ausgestrahlt. Diese 736. Folge der Tatort-Reihe ist der 16. Fall von Klara Blum und der 12. Fall von Kai Perlmann.

## Handlung
Die Studentin Constanza Heinrich wird tot in einem Müllcontainer gefunden. Der Rechtsmediziner stellt zwar einen hohen Drogengehalt im Blut fest, sie ist jedoch gewaltsam erstickt worden. Perlmann kannte sie und hat sogar den letzten Abend mit ihr in einem Club verbracht. Er hat dort mit den jungen Kommissarsanwärtern Fleiner und Mackert, die auf seinem Revier ein Praktikum absolvieren, gefeiert. So ermittelt das Team nun zu viert und sucht zunächst Fabian Keller, den Freund der Toten, auf. Da dieser Streit mit seiner Freundin hatte, ist es zu vermuten, dass er ihr in der Nacht aufgelauert hat. Er gibt lediglich zu, sie beobachtet zu haben, als sie mit Perlmann aus der Bar kam und ihn nach Hause begleitet hat. Aufgrund dieser Aussage muss Blum Perlmann aus den Ermittlungen herausnehmen. Keller gibt an, die Nacht auf einer Yacht verbracht zu haben, der Yachtbesitzer ist Bernhard Sardis, dem auch der Nachtclub gehört. Dieser bestätigt Kellers Angabe, dass Constanze mit Perlmann das Lokal verlassen hatte, kann aber nicht sagen, ob Keller letzte Nacht auf seiner Yacht war.
Als das Handy der Toten gefunden wird, befinden sich im Speicher Fotos, wonach eindeutig ersichtlich ist, dass Perlmann Constanza mindestens schon seit vierzehn Tagen kannte. Das bedeutet, dass eine externe Soko den Fall bearbeiten wird, da auch Blum als Kollegin eines Verdächtigen nicht als unbefangen gelten kann. Perlmann gibt an, dass es ihm peinlich war, dass Fleiner und Mackert gesehen haben, dass er mit einer offensichtlich Drogensüchtigen zusammen war, weshalb er nicht die ganze Wahrheit gesagt habe. Der Oberstaatsanwalt Frentz will jedoch, dass Blum den Fall zunächst weiter verfolgt, um zu zeigen, dass die Polizei auch mit internen Schwierigkeiten umzugehen weiß.
So ermittelt Perlmann auf eigene Faust, um seine Unschuld zu beweisen. Als er mit Keller noch einmal reden will, findet er ihn tot in dessen Wohnung. Er ist offensichtlich an einer Überdosis Rauschgift gestorben. Blum findet leider immer mehr Indizien, die gegen ihren Kollegen sprechen, so sind nicht nur die DNA-Spuren positiv. Es findet sich zudem eine größere Summe Geld in Perlmanns Wohnung, die Constanze gehörte, und bei der kriminaltechnischen Untersuchung des Müllcontainers entdecken die Beamten eine Essensmarke aus der Polizeikantine.
Die Praktikanten Moritz Fleiner und Karl Mackert werden von Blum in die Untersuchung des Mordfalls fest eingebunden. Da die beiden am Tatabend ebenfalls mit Constanza Heinrich zusammengetroffen sind, behält sie beide im Auge und bestimmt den emotionalen Mackert dazu, bei Perlmanns Vernehmung das Protokoll zu führen. Während sie mit Härte und taktischem Geschick das Verhör führt, bedrängt sie Perlmann derart, dass Mackert es nicht länger mitansehen kann und er gesteht, dass Perlmann nichts mit dem Mord zu tun hat, sondern Moritz Fleiner auf die Idee kam, Constanze „anzumachen“. Als er sie festgehalten und sie sich gewehrt und geschrien hat, hielt er ihr den Mund zu, worauf sie dann erstickt ist. Mackert hat Fleiner gedeckt, damit er nicht verrät, dass er homosexuell ist.
Da Perlmann nun entlastet ist, gibt Blum ihm seine Dienstmarke zurück und beginnt umgehend, den Mord an Keller aufzuklären. Der Rechtsmediziner hatte festgestellt, dass dieser sich das Rauschgift nicht selbst verabreicht haben kann. So kommt Sardis in Betracht, da beide offensichtlich in illegalen Medikamentenschmuggel verwickelt waren. Er wird festgenommen und gibt zu, aus Angst, dass Keller nicht mehr lange durchhalten würde, ihn zusammen mit einem involvierten Apotheker umgebracht zu haben.

## Hintergrund
Die Dreharbeiten zu diesem 736. Tatort-Krimi fanden in Konstanz und Baden-Baden unter dem Arbeitstitel Ganz unter uns statt.

## Rezeption

### Einschaltquoten
Die Erstausstrahlung des Tatort Im Sog des Bösen am 7. Juni 2009 wurde in Deutschland insgesamt von 9,02 Millionen Zuschauern gesehen und hat damit einen Marktanteil von 27,30 % erreicht.

### Kritiken
Kathrin Buchner von Stern.de urteilt: „Zum Showdown kommt es nicht im staubigen Präriesand einer Westernstadt, sondern in einer dunklen Vernehmungszelle des Konstanzer Polizeipräsidiums. Doch trägt die „Tatort“-Folge „Im Sog des Bösen“ durchaus Züge eines klassischen Westerns mit Hauptkommissarin Klara Blum (Eva Mattes) als Rächerin der Entrechteten. Sie hat Unvoreingenommenheit als oberste Maxime mit Löffeln gegessen und verfolgt gnadenlos vermeintliche Schurken in den eigenen Reihen.“ Blum zeigt sich als „Gouvernante und kleinkarierte(r) Korinthenkackerin, die ein Hohelied auf Unvoreingenommenheit anstimmt, das trotz der spannenden Handlung einen ziemlich schalen Nachgeschmack hinterlässt – auch wenn sich der aufgewirbelte Staub am beschaulichen Bodensee längst wieder gelegt hat.“
Rainer Tittelbach von tittelbach.tv beurteilt diesen Tatort als „weitgehend spannungslos“, da die Art der „Überführung des Mörders […] etwas von einem Taschenspielertrick [hat]“ und „dem parallelen Pharma-Fall […] jegliche Bindung zum Perlmann-Drama [fehlt]. Autorin Susanne Schneider zaubert vieles aus dem Hut, aber es geht wenig zusammen, und Emotionen kommen schon gar nicht auf. Die kriminalistische Konstruktion ist zum Fürchten, die Dialoge sind Aufsager wie aus dem Serienkrimi-Handbuch und die Gast-Darsteller wirken seltsam leblos.“ Der Kritiker stellt fest, dass: „serielle Krimis oft an den Rand der Glaubwürdigkeit geraten, wenn Kommissare bei Verhören plötzlich auf der anderen Seite sitzen, weil sie eines Verbrechens verdächtigt werden.“
Der Tatort Im Sog des Bösen wird von Feridun Zaimoglu bei Zeit online als recht durchschnittlich beurteilt. Die Kritiker empfinden die Geschichte als „ein diffuses Krimigeflecht [ein], das mal wieder viele Themen unterschiedlichster Art anreißt, zudem zeitweise melodramatisch, dann wieder lustig und heiter sein möchte, im Endeffekt aber wieder das übliche Stückwerk ohne größerem Tiefgang bietet. Dass die TV-Ausstrahlung nun plötzlich ein Hoch bei den DKMS-Spenden ausgelöst hat, ist da immerhin die positive Randnotiz eines sehr mauen Saison-Abschlusses.“
Die Kritiker der Fernsehzeitschrift TV-Spielfilm beurteilen:

„Leider mündet der Konflikt in einem komplett abstrusen Finale. Schade, 85 von den 90 Minuten waren gar nicht schlecht.“